# مانون برونيه
مانون برونيه (بالفرنسية: Manon Brunet)‏ هي مبارزة بالسيف فرنسية، ولدت في 7 فبراير 1996 في ليون في فرنسا.

## وصلات خارجية
- مانون برونيه على موقع الاتحاد الدولي للمبارزة (الإنجليزية)
- مانون برونيه على موقع الاتحاد الأوروبي للمبارزة (الإنجليزية)
- مانون برونيه على موقع اللجنة الأولمبية الدولية (الإنجليزية)
- مانون برونيه على موقع أوليمبيديا (الإنجليزية)
- مانون برونيه على موقع اللجنة الأولمبية الفرنسية (مؤرشف) (الفرنسية)